# Achille Philip
Pour les articles homonymes, voir Philip.
Paul Camille Casimir Achille Philip, né le 12 octobre 1878 à Arles, et mort le 12 novembre 1959 à Béziers, est un organiste et compositeur français.

## Biographie
Élève du Conservatoire de Marseille en 1888, il est premier prix de solfège en 1894, de piano en 1896 et d'harmonie en 1898. En octobre 1898, Achille Philip entre au conservatoire de Paris où il étudie l'orgue auprès d'Alexandre Guilmant (1837-1911) et la composition auprès de Charles Lenepveu (1840-1910). Il est premier prix de contrepoint et de fugue en 1904. De 1904 à 1913 il est titulaire de l'orgue de chœur de l'église de la Madeleine à Paris,. De 1904 à 1950 il est professeur d'orgue et d'harmonie à la Schola Cantorum de Paris. 
Achille Philip est aussi titulaire du grand orgue de:
- Saint-Jacques-du-Haut-Pas (1913-1928)[2],
- Saint-Léon (1928-1949),
- Saint-François-Xavier (1941-1946)
- et du Val-de Grâce (1913-1950) (où il donne chaque année, les Passions selon Saint-Jean et Saint-Matthieu de Bach, ainsi que le Requiem de Mozart).

Le 3 août 1935, Achille Philip crée Bacchus au théâtre des Arènes de Béziers. En 1950, il s'installe à Béziers où il est nommé le 31 mars 1957 titulaire du grand orgue de la Basilique Saint-Aphrodise.
Il épouse la chanteuse Marthe Legrand avec qui il fonde le « Quatuor Français ». Après le décès de sa femme, il épouse en secondes noces Louise Gant.

## Œuvres

### Musique sacrée

#### Orgue
- Prélude et Fugue (1902)
- Adagio et Fugue (1904)
- Lied (1911)
- Pièce en si mineur (1911)
- Toccata et Fugue en la mineur pour orgue, Durand, Paris (1913).
- Variations sur le noël «Il est né le divin enfant»
- Cinq Petites Pièces Faciles sur des Noëls Provençaux
- Postlude: Carillons

#### Œuvres vocale
- Tantum ergo (en mi bémol majeur) (1901)
- Psaume CXVI (Laudate Dominum) pour chœur à 4 voix mixtes et 2 orgues (édition de la Schola Cantorum "Répertoire moderne de la Musique Vocale") 1902[3]
- Ô Salutaris, donné en première audition à Bordeaux le dimanche 1er avril 1917 à l'église Saint-Michel par Ermend Bonnal et Melle Claverie.
- Tu es Petrus pour chœur à quatre voix mixtes et deux orgues (1935)
- Diffusa est (1936)
- Trois Tantum ergo (avril 1947) (Editions Musicales de la Schola Cantorum)
- Notre Père qui êtes aux cieux pour Baryton ou Mezzo soprano et Orgue (édition L. Philippo 1954
- Ave verum pour chœur à quatre voix mixtes avec accompagnement d'orgue ad libitum

### Musique de chambre
- 2e Sonate en ut dièse mineur pour violon et piano, Édition Mutuelle, Paris (1908)

### Orchestre
Des poèmes symphoniques
- Au pays basque (1909)
- Les Djinns (1913)
- Dans un parc enchanté (1917)
- Fantaisie pastorale (1919)
- Nymphes et Naïades (1920)

### Théâtre lyrique
- L'Or du Menhir (1934)
- Bacchus (1935)

Aussi: 45 motets, 3 messes, 30 mélodies, etc.

## Partitions
- « Achille Philip » (partitions libres de droits), sur l'IMSLP
- 11 Noëls harmonisés à 4 voix mixtes sur Scribd.